# Desaparición de una dama en el teatro Robert-Houdin
Desaparición de una dama en el teatro Robert-Houdin (en francés, Escamotage d'une dame au théâtre Robert-Houdin) es una película del director francés Georges Méliès, estrenada en 1896.

## Sinopsis
Un  prestidigitador cubre a una dama con una tela. Cuando la retira, la dama ha desaparecido y, en su lugar, hay un esqueleto. El artista cubre al esqueleto con la tela y, cuando la retira, la dama vuelve a aparecer. Ambos saludan al público.

## Producción
Méliès interpreta al mago, mientras que su asistente es interpretada por Jeanne d'Alcy.
El filme está basado en un acto de magia desarrollado por el mago francés Buatier De Kolta: cuando la ilusión se producía en el escenario, una trampilla en el suelo era utilizada para crear las apariciones y desapariciones. Para la película, sin embargo, Méliès no utilizó ninguna puerta trampa, usando solo la edición de los fotogramas o paso de manivela para crear la ilusión. Desaparición de una dama... es el primer filme conocido en el que Méliès utiliza el efecto, que se convirtió en el efecto especial más usado e icónico en sus películas.

### Lanzamiento
Desaparición de una dama... fue distribuida por la Star Film Company, compañía de Méliès; y está catalogada en el número 70 de sus películas producidas. Aunque la película que sobrevive a nuestros días está en blanco y negro, varias copias colorizadas a mano fueron vendidas. En 1979, el experto en Méliès, Jacques Malthête reconstruyó una versión colorizada a mano del filme, utilizando materiales auténticos.